# Sapere aude
Sapere aude (с лат. — «Дерзай знать») — латинское изречение, содержащееся в «Посланиях» Горация (Epistulae I 2 40). Иммануил Кант перевёл его как: «Имей мужество использовать свой собственный разум» (нем. Habe Mut, dich deines eigenen Verstandes zu bedienen!).

## Использование
- В цитате Канта из его статьи-ответа «Что такое Просвещение?» (1784) — «Sapere aude! — имей мужество пользоваться собственным умом! — таков, следовательно, девиз Просвещения», — пишет он.[источник не указан 155 дней]
- В XX веке Мишель Фуко в эссе «Что такое Просвещение?» (1984) берёт формулировку Канта «Имей мужество знать», пытаясь найти место для человеческой индивидуальности в постструктуралистской философии и примириться с проблемным наследием Просвещения. Более того, в эссе «Барочная эпистема: слово и вещь» (2013) Жан-Клод Вуйемен предложил, чтобы латинская фраза Sapere aude была девизом барочной эпистемы[1] .
- Изречение является девизом ряда университетов мира — Московского физико-технического института (МФТИ)[2], Национального фармацевтического университета, Херсонского государственного университета, Вильнюсского технического университета им. Гедимина и Университета прикладных наук Верхней Австрии[3]. Кроме того, оно было девизом одного из основателей герметического ордена Золотой Зари (1887—1923) Уильяма Уинни Уэсткотта[4].
- Название «Sapere aude!» носит студенческий научный журнал юридического факультета МГУ имени М. В. Ломоносова.[значимость факта?]